# G20-Gipfel auf Bali 2022
Der G20-Gipfel auf Bali war das 17. Gipfeltreffen der Regierungschefs der G20.
Das zweitägige Treffen fand vom 15. bis zum 16. November 2022 unter der Präsidentschaft des indonesischen Staatspräsidenten Joko Widodo auf Bali statt.
Die G20-Staaten repräsentieren knapp über 80 Prozent des weltweiten Bruttoinlandsprodukts (BIP), und des globalen CO2-Ausstoßes, drei Viertel des Welthandels und rund zwei Drittel der Weltbevölkerung.

## Teilnehmer
Zu den Teilnehmern zählen Vertreter der G20-Mitgliedstaaten und der Europäischen Union.

## Ort
Der Hauptveranstaltungsort des Gipfels ist das Apurva Kempinski Hotel in Nusa Dua in Badung Regency.  Andere Veranstaltungsorte, die ebenfalls am G20-Gipfel teilnahmen, waren das Bali International Convention Center für das Medienzentrum, das Sofitel Bali Nusa Dua Beach Resort für das Partnerprogramm, der Ngurah Rai Grand Forest Park für eine Mangrovenpflanzung und Garuda Wisnu Kencana Cultural Park für das Galadinner sowie die traditionellen Darbietungen.

## Teilnahme Russlands
Aufgrund des russischen Angriffskriegs gegen die Ukraine im Jahr 2022 wurde im Vorfeld des Gipfels darüber diskutiert, Russland vom Gipfel auszuschließen. Die erste öffentliche Aufforderung für einen Ausschluss Russlands wurde am 22. März 2022 von der Regierung Polens bekannt. Am 24. März schloss sich der Präsident der Vereinigten Staaten Joe Biden dieser Forderung an. Ende März lehnte auch Kanada eine Teilnahme des russischen Präsidenten Wladimir Putin am G20-Gipfel ab. Kanadas Finanzministerin Chrystia Freeland bekräftigte dies am 22. April. Die Regierung Brasiliens und die Regierung der Volksrepublik China sprachen sich dagegen für eine Teilnahme Russlands aus. Die indonesische Regierung wollte sich (Stand Anfang März 2022) wegen ihrer Gastgeberrolle zu der Frage neutral verhalten. Am 27. Juni 2022 erklärte Russland, es plane eine Teilnahme am Gipfel. Am 10. November 2022 wurde bekannt, dass Außenminister Sergei Lawrow Präsident Putin auf dem Gipfel vertritt.

Der neue britische Premierminister Sunak hat deutliche Kritik an Russland angekündigt.

## Agenda
Die indonesische G20-Präsidentschaft hat die Bedeutung des gemeinsamen Handelns von Schwellenländern und Industrieländern bei der globalen Covid-19-Pandemie ins Zentrum der diesjährigen Tagung gestellt (Motto: Recover Together, Recover Stronger).
Darüber hinaus stehen Maßnahmen zur Förderung der Nahrungsmittel- und Energiesicherheit auf der Tagesordnung.
Chancen und Risiken der Digitalen Transformation für das Erreichen der Ziele für eine nachhaltige Entwicklung sind Gegenstand des zweiten Gipfeltages.

## Gipfelverlauf
Der russische Angriffskrieg auf die Ukraine überschattete den G20-Gipfel: Bereits am ersten Abend hatte Russlands Außenminister Lawrow noch vor der offiziellen Annahme der Abschlusserklärung Bali wieder verlassen.
Zu Beginn des Gipfels hatten sich die Chefunterhändler auf eine gemeinsame Abschlusserklärung verständigt, die deutliche Kritik am russischen Angriff auf die Ukraine enthält. In der Gipfelsprache mache es einen großen Unterschied, ob am Ende drin steht, dass die meisten (most) Länder Russlands Bruch des Völkerrechts verurteilen oder aber nur viele (many).
Am zweiten Gipfeltag verurteilte die große Mehrheit der Staats- und Regierungschefs in einer gemeinsamen Abschlusserklärung den seit mehreren Monaten andauernden Angriffskrieg scharf. Sie forderten Russland auf, die Kriegshandlungen sofort einzustellen und seine Truppen aus der Ukraine abzuziehen. Zugleich wurde festgehalten, dass es bei dem Treffen auch „andere Ansichten und Einschätzungen gab“. Alle G20-Staaten, auch Russland, hoben die negativen Auswirkungen des Krieges auf die Weltwirtschaft hervor und bezeichneten den Einsatz oder die Androhung des Einsatzes von Atomwaffen als „unzulässig“.
Am Ende des Gipfels übergab der indonesische Präsident Joko Widodo die G20-Präsidentschaft an den amtierenden Premierminister Indiens, Narendra Modi.

## Abschlusserklärung des Gipfels
- G20 Bali Leaders’ Declaration, Bali, Indonesia, 15 - 16 November 2022 PDF (19 Seiten, englisch)